# 青柳富誌生
青柳 富誌生 （あおやぎ としお）とは、日本の物理工学者。京都大学大学院情報学研究科教授。博士（理学）。

## 概要
京都大学理学部物理学科卒業。京都大学大学院理学研究科物理学第一専攻博士後期課程修了。
専門は非線形力学、理論神経科学、非平衡統計物理学。特にリズム現象に着目して、非線形振動子の引き込み現象、神経系の情報のコーディングや記憶のメカニズム、ネットワーク構造が変化する結合力学系の研究を行っている、また、モンテカルロ法やベイズ統計を用いた力学系の解析や実験手法の開発なども行っている。